# Grusonia parishii
Grusonia parishii är en kaktusväxtart som först beskrevs av Charles Russell Orcutt, och fick sitt nu gällande namn av Donald John Pinkava. Grusonia parishii ingår i släktet Grusonia och familjen kaktusväxter. Inga underarter finns listade i Catalogue of Life.

## Bildgalleri

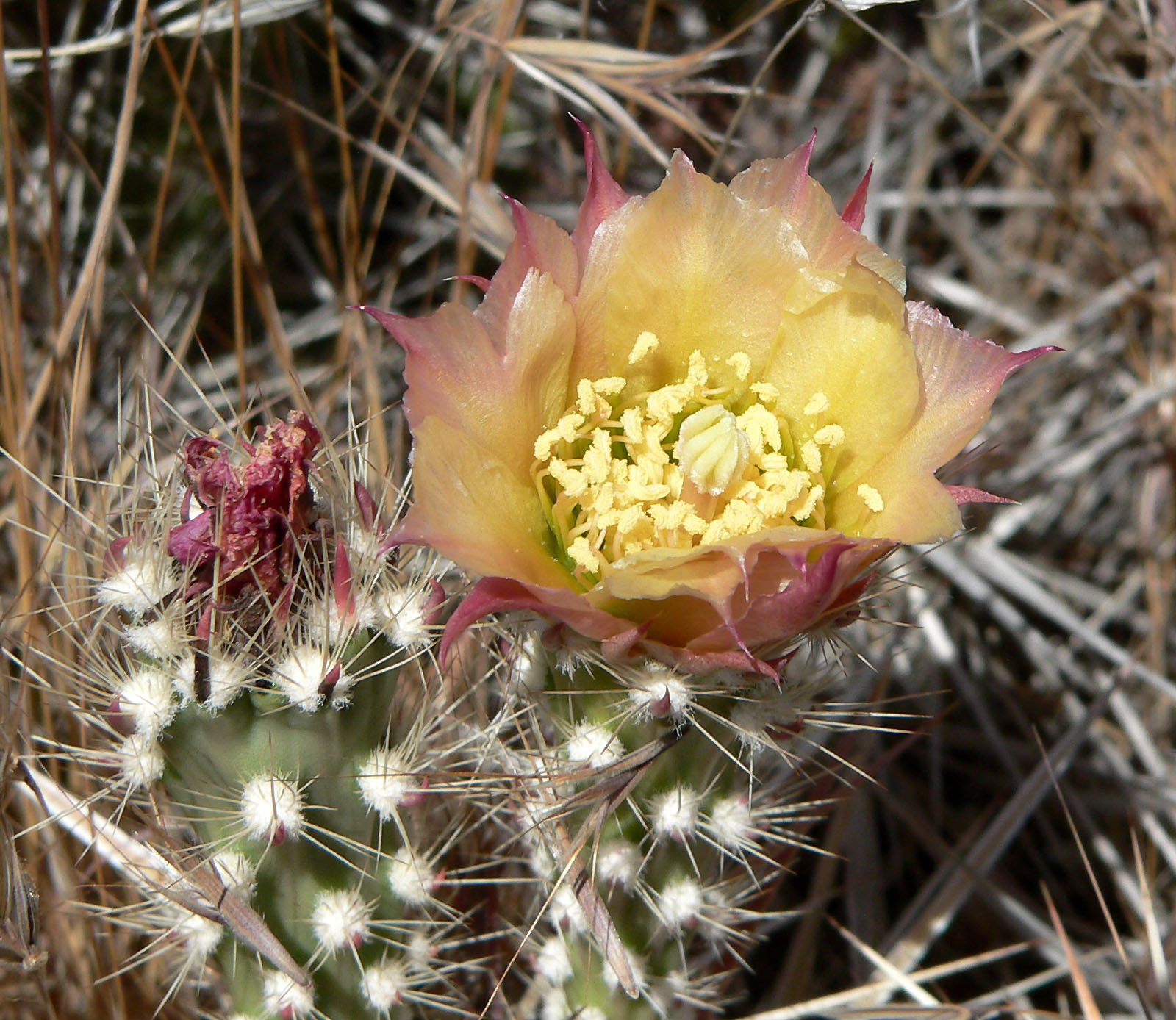